# Pseudobulweria
A Pseudobulweria a madarak (Aves) osztályának viharmadár-alakúak (Procellariiformes) rendjébe, ezen belül a viharmadárfélék (Procellariidae) családjába tartozó nem.

## Rendszertani besorolásuk
Habár a Pseudobulweria-fajok alaktanilag különböznek a viharmadaraktól (Pterodroma), korábban egyes rendszerbesorolások az utóbbiak közé sorolták be a szóban forgó madarakat. A legújabb mitokondriális DNS-vizsgálatok, melyek a citokróm-b nevű gént voltak hivatottak feltérképezni megerősítették a Pseudobulweria-fajok kivonását a viharmadarak közül. A két madárnem közti megjelenési hasonlóság, talán a közös őstől megtartott jellemzők, vagy inkább a konvergens evolúció eredménye.
Manapság a Pseudobulweria-fajokat a rokon kergueleni hojszával (Aphrodroma brevirostris), valamint a Calonectris- és a Puffinus-fajokkal együtt, egyes rendszerezők a viharmadárfélék családján belül egy külön csoportba, az úgynevezett vészmadarakba gyűjtik össze.

## Rendszerezés
A nembe az alábbi 4 élő faj és 1 kihalt faj tartozik:
- mauritiusi viharmadár (Pseudobulweria aterrima) (Bonaparte, 1857)[2]
- Beck-viharmadár (Pseudobulweria becki) (Murphy, 1928)[3]
- Fidzsi-szigeteki viharmadár (Pseudobulweria macgillivrayi) (G. R. Gray, 1860)[4]
- tahiti viharmadár (Pterodroma rostrata) (Peale, 1848)[5]
- †Pseudobulweria rupinarum (Olson, 1975)[6]

### Fordítás
- Ez a szócikk részben vagy egészben  a   Pseudobulweria című angol Wikipédia-szócikk ezen változatának fordításán alapul.  Az eredeti cikk szerkesztőit annak laptörténete sorolja fel. Ez a jelzés csupán a megfogalmazás eredetét és a szerzői jogokat jelzi, nem szolgál a cikkben szereplő információk forrásmegjelöléseként.